# Salix mexicana
Salix mexicana — вид квіткових рослин із родини вербових (Salicaceae).

## Морфологічна характеристика
Це невелике дерево чи кущ від 2 до 6 метрів заввишки.

## Середовище проживання
Мексика (Ідальго, штат Мехіко, Пуебла). Росте у вологих місцях у сосново-квасовому лісі, по берегах струмка; на висотах 1900–3300 метрів.

## Загрози
Таксону потенційно загрожує інтенсивні вирубки лісу для сільськогосподарських цілей, заготівлі дров, поселення людей.

## Використання
Немає доступної інформації про використання та торгівлю цього виду.